# J. B. Jeyaretnam
Joshua Benjamin Jeyaretnam (Jaffna, Sri Lanka, 5 de enero de 1926-Singapur, 30 de septiembre de 2008), más conocido como J. B. Jeyaretnam o J. B., fue un político singapurense que ejerció como líder del opositor Partido de los Trabajadores (WP) entre 1971 y 2001. Durante su liderazgo, el partido experimentó un ligero ascenso, si bien nunca logró imponerse como una figura importante ante el Partido de Acción Popular, y logró consolidarse como la principal fuerza opositora al gobierno, manteniendo esa posición en la actualidad.
Es recordado por su histórica victoria en la elección parcial por la circunscripción de Anson, el 31 de octubre de 1981, en la que resultó elegido diputado por estrecho margen al derrotar a Pang Kim Hin, candidato del PAP, y convertirse en el primer diputado no oficialista en sentarse en el Parlamento de Singapur desde 1966. Desde esta victoria, el PAP no ha vuelto a tener bajo su control todos los escaños. Reelegido por amplio margen en 1984, Jeyaretnam fue despojado de su cargo parlamentario en 1986 después de una condena por contabilizar falsamente los fondos del partido. Su condena fue anulada posteriormente por el Comité Judicial del Consejo Privado, calificándola de "grave injusticia".
Jeyaretnam regresó al Parlamento después de las elecciones generales de 1997 como Miembro del Parlamento No Circunscripcional (NCMP). Sin embargo, fue despojado de su puesto de NCMP en 2001 cuando se declaró en quiebra después de no cumplir con los pagos por los daños y perjuicios debidos a los líderes del PAP como resultado de una demanda por difamación. Dejó el Partido de los Trabajadores más tarde ese año. Fue dado de baja de la bancarrota en 2007 y fundó el Partido Reformista en junio de 2008.
Murió de insuficiencia cardíaca en septiembre de 2008, tres meses después de fundar el Partido Reformista, que ahora es dirigido por su hijo Kenneth Jeyaretnam.